# Franki
Francesc Argemí i Anglada, más conocido como Franki, es un joven español encarcelado el 28 de abril de 2008, tras ser condenado a dos años, siete meses y 15 días por haber descolgado una bandera de España del Ayuntamiento de la localidad de Tarrasa (Barcelona). Diversos colectivos sociales y medios de comunicación reclaman que se trata de un preso político.

## Los hechos
El verano de 2002, durante las fiestas de Tarrasa, un pasacalles popular pidió la retirada de las banderas europea y española del balcón del Ayuntamiento. El pasacalles fue reprimido por miembros de la Policía Municipal cuando un grupo de personas intentaba descolgar ambas banderas y se produjeron algunos empujones y refriegas entre policías y manifestantes. No obstante, nadie fue identificado durante los hechos.
Dos años más tarde, el otoño de 2004 dos personas fueron juzgadas por estos hechos, una de ellas Franki. Se les imputaban los delitos de ultraje a la bandera española., atentado a la autoridad, lesiones y desórdenes públicos. Además el ayuntamiento de Tarrasa se personó en el juicio pidiendo el pago de la bandera española, que había sufrido un desgarrón de 10 cm. Para hacer la imputación de la autoría la fiscalía se basaba en el atestado que en su momento había realizado la policía municipal, en el que figuraban los nombres de Franki y de otra persona.
Las pruebas aportadas por la acusación durante el proceso han sido tachadas de débiles. De hecho, el juez Enrique Rovira del Canto, juez militar durante el franquismo, se basó, para imponer la condena de 2 años 7 meses y 15 días, en el hecho de que el acusado se encontraba en la parte posterior del grupo animando a los autores de los hechos. 

La irregularidad del juicio y la polémica en torno a la existencia misma de delitos políticos como el de ultraje a la bandera han llevado tanto a CiU como a ERC a pedir la liberación inmediata del joven activista.
El día 10 de junio de 2008 le fue cambiado el régimen penitenciario al de tercer grado en régimen abierto, lo que supone una libertad parcial y vigilada. Su abogada informó que esto suponía que Francesc Argemí, Franki, debería volver a la prisión cada noche.

## La campaña de apoyo
Desde el inicio de todo este proceso ha existido una creciente campaña de apoyo a Franki, multiplicándose los actos de protesta.
- El 30 de abril de 2008 unos activistas cortan durante un cuarto de hora la AP-7 a la altura de la UAB[9]

- El 6 de mayo del mismo año dos militantes de la CAJEI se colgaron de las torres de la Sagrada Familia en Barcelona, donde declararon su intención de permanecer suspendidos hasta el 10 de mayo del mismo año.[10]

- El 8 de mayo durante una concentración en la UB se quemó, simbólicamente, una gran bandera española.[11]

- El mismo día, a las 7 de la mañana, unas escaladoras se colgaron de un puente de la B-23 con una pancarta. Declararon que bajarían para asistir a la manifestación del 10 de mayo[12]